# Tiny Mills
Henry Mittlestadt (1911-1987) fue un luchador profesional canadiense más conocido por su nombre en el ring, Tiny Mills. A menudo hacía equipo con su hermano Al Mills.

## Carrera
La carrera como luchador profesional de Tiny Mills comenzó en Maple Leaf Gardens 1953 a los 42 años de edad. El en sus tiempos de lucha llevaba su cabello muy largo y algo salvaje tanto por su personaje como por la moda en aquellos tiempos. Hacía equipo con su hermano Al Mills, ellos se hacían llamar "Murder Incorporated." ("Asesinos Incorporados.") Al & Tiny ganaron los Campeonatos en Parejas Open Toronto Canadiense en 1953, derrotaron al equipo Sueño Canadiense en ese entonces Whipper Billy Watson & Yvon Robert. Gracias a eso ambos se compraron mansiones en Maple Leaf Gardens ese mismo año. Negociaron sus campeonatos con Watson & Hombre Montana y Ernie Dusek & Emil Dusek en 1954. Lo recuperaron en 1955, en el año de Al's final Toronto appearance (Última aparición de Toronto).
A finales de 1950, Tiny formó una nueva versión en parejas siendo en ese entonces "Murder Inc." con Stan "Krusher" Kowalski. Ellos ganaron dos veces el Campeonato Mundial en Parejas de la NWA en la NWA Minneapolis Wrestling and Boxing Club. Cuando esa promoción se convirtió en American Wrestling Association en 1960, Mills & Kowalski se convirtieron por primera vez en Campeones Mundiales en Parejas de la AWA.
Luego en ese mismo año se convirtió en luchador individual, Mills tuvo una oportunidad por el Campeonato Mundial de los Pesos Pesados de la NWA de Pat O'Connor en Maple Leaf Gardens en 1960. Con Kowalski, Tiny Mills ganó el Campeonato Open Canadiense derrotando a Watson & Ilio DiPaolo en el último evento del Maple Leaf Gardens de 1960. Perdieron sus títulos a principios de 1961, y Mills nunca volvió a Toronto. Luego de su retiro como luchador profesional, se convirtió en Sheriff de Minnesota.

## Campeonatos y logros
- Central States Wrestling
  - NWA World Tag Team Championship (Central States version) (2 veces) - con Al Mills y Pat O'Connor

- Maple Leaf Wrestling
  - NWA Canadian Open Tag Team Championship (6 veces) - con Al Mills (5) y Stan Kowalski (1)

- Mid-Atlantic Championship Wrestling
  - NWA Southern Tag Team Championship (Mid-Atlantic version) (1 vez) - con Jim Austeri

- NWA Mid-America
  - NWA Southern Tag Team Championship (Mid-America version) (1 vez) - con Jim Austeri

- NWA San Francisco
  - NWA World Tag Team Championship (San Francisco version) (1 vez) - con Hombre Montana

- NWA Mid-Pacific Promotions
  - NWA Hawaii Tag Team Championship (1 vez) - con Stan Kowalski

- NWA Minneapolis Wrestling and Boxing Club / American Wrestling Association
  - AWA World Tag Team Championship (1 vez) - con Stan Kowalski
  - NWA World Tag Team Championship (Minneapolis version) (2 veces) - con Stan Kowalski

- Southwest Sports, Inc.
- NWA Texas Tag Team Championship (1 vez) - con Duke Keomuka

- Stampede Wrestling
  - NWA Canadian Tag Team Championship (Calgary version) (2 veces) - con Al Mills
  - NWA International Tag Team Championship (Calgary version) (1 vez) - con Jack Daniels

- Otros Campeonatos
  - Manitoba Tag Team titles (1 vez) - con Al Mills
  - North Dakota Heavyweight Championship (1 vez)